# Basilika Unserer Lieben Frau von Șumuleu Ciuc

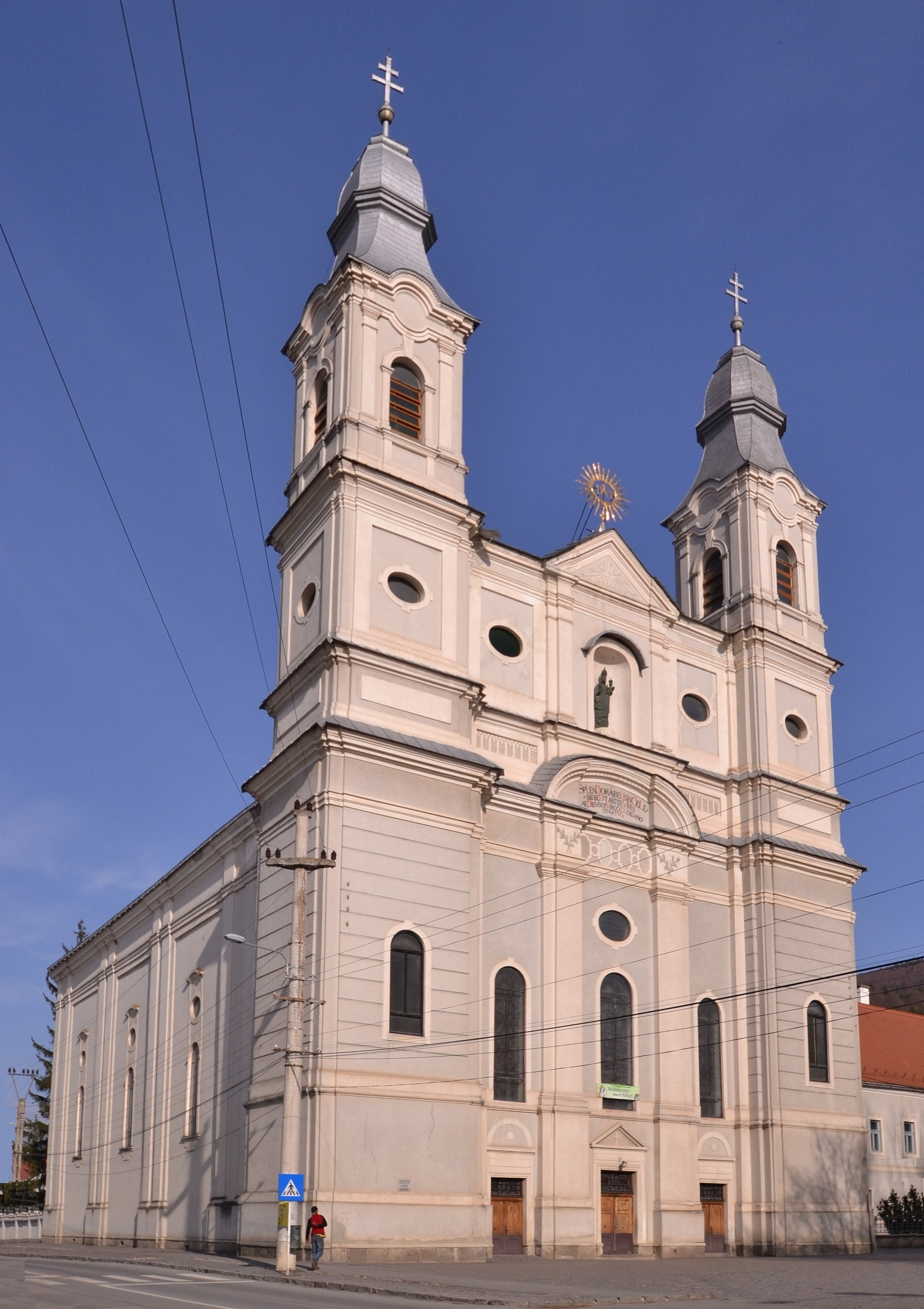
Basilika Unserer Lieben Frau

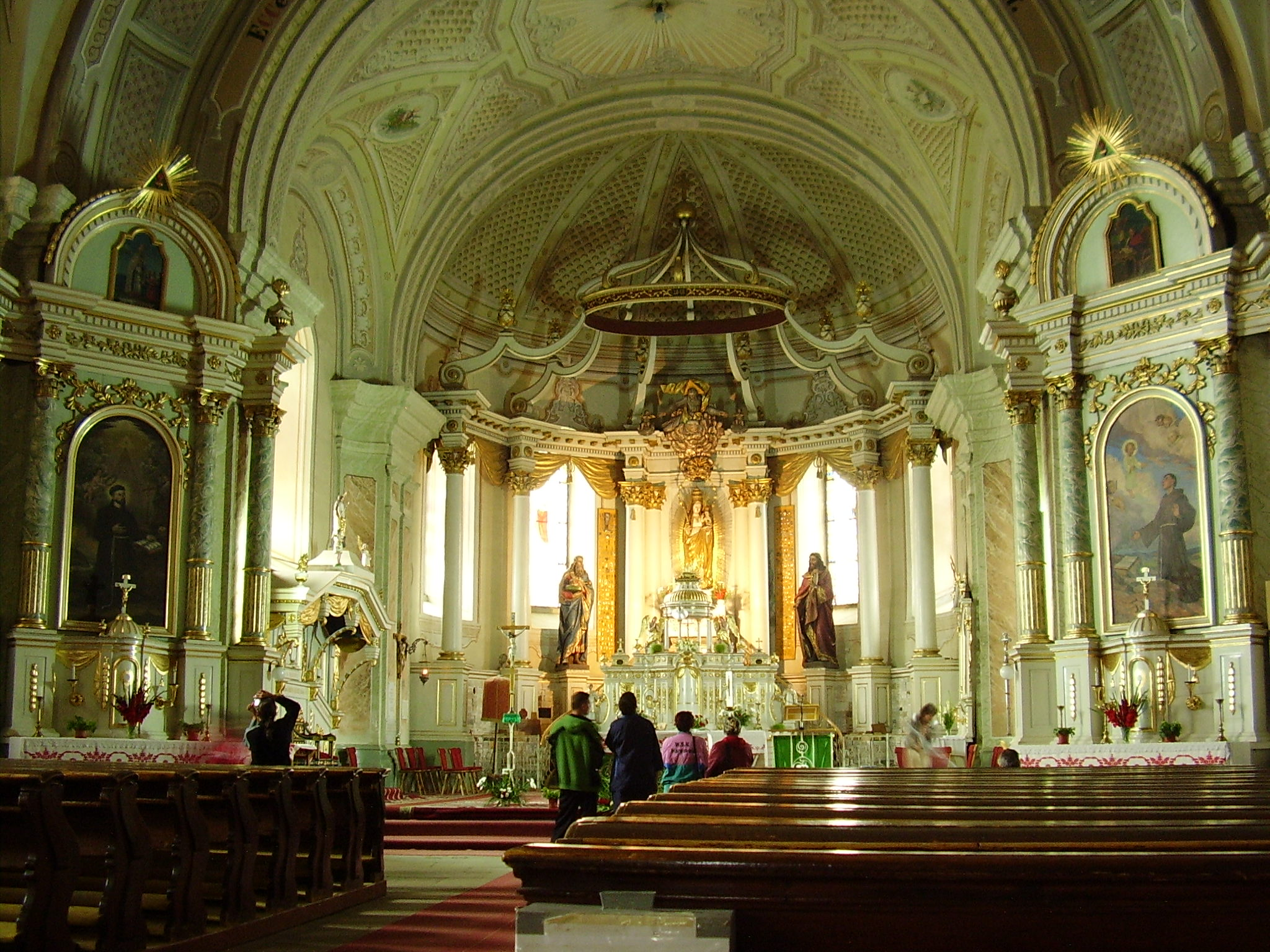
Innenansicht der Basilika

Die Basilika Unserer Lieben Frau (rumänisch Bazilica Sfânta Maria) ist eine römisch-katholische Kirche in Șumuleu Ciuc, Siebenbürgen, Rumänien. Die Klosterkirche trägt den Titel einer Basilica minor.

## Vorgeschichte
Die Franziskaner ließen sich vermutlich im 14. Jahrhundert in der Gegend nieder und errichteten zwischen 1442 und 1448 am Ort ein Kloster und eine erste, gotische Kirche. Der ungarische General Johann Hunyadi förderte den Aufbau der Kirche mithilfe der Beute, die er durch den Sieg gegen die Türken errungen hatte. Die Kirche wurde Mariä Heimsuchung gewidmet, was bis heute gültig ist. Die Kirche und das Kloster waren von einer starken Steinmauer umgeben, in die die Anwohner in den folgenden Jahrhunderten vor Feinden flohen. Es kam trotzdem zu Brandschatzungen und Verschleppungen.
Die Klostergebäude wurden mehrmals im 16. und 17. Jahrhundert repariert und vergrößert. Von dem ersten Kloster sind nur noch ein Portal und ein Kellerfenster erhalten. Die Fertigstellung des Klosters in seiner heutigen Gestalt geschah zwischen den Jahren 1773 und 1779. Für die Kirche fiel 1802 der Beschluss zu einem größeren Neubau.

## Basilika
Die neue Barockkirche wurde ab 1804 vom Architekten Konstantin Schmidt erbaut. Der Bau der beiden Türme wurde 1830 abgeschlossen, 1834 wird als Fertigstellungsjahr der Kirche genannt. Die Kirche wurde am 20. August 1876 von Mihály Fogarassy, Bischof von Siebenbürgen, geweiht. Die Kirche ist 58 Meter lang, das Kirchenschiff 22 Meter und der Chor 17 Meter breit. Die Höhe des Hauptschiffs beträgt 18 Meter, während der Turm bis zum Kreuz 55 Meter hoch ragt. Die kupferne Marienstatue an der Fassade wurde 1837 vom Ziselier Rothenbacher aus Kronstadt, heute Brașov, gefertigt. Die Eingangstür der Kirche wurden 1838 von Félix Názán geschaffen. Die Kirchenausstattung stammt wesentlich von Miklós Papp, einem Maler und Bildhauer aus Kronstadt. Die Seitenaltäre wurden zu Beginn des 19. Jahrhunderts während des Baus der Kirche geschaffen. Den wertvollsten Teil der Ausstattung bildet die vergoldete, überlebensgroße Marienstatue mit Jesus auf dem Arm im Hochaltar aus dem 16. Jahrhundert. Zahlreiche Votivtafeln sind in der Gnadenkirche angebracht.
Papst Pius XII. erhob die Kirche 1948 zur Basilica minor. Am 1. Juni 2019 feierte Papst Franziskus im Rahmen seines Rumänienbesuchs eine Messe in der Basilika und zeichnete die Jungfrau von Csíksomlyó mit einer Goldenen Rose aus. Pfingsten findet jeweils eine große Wallfahrt statt.

## Glocken
Die Basilika verfügt über ein vierstimmiges Geläut, das 1924 das erste Mal zu hören war. Es ersetzte Glocken, die 1916 beschlagnahmt wurden, um daraus Kanonen zu gießen.
| Glocke | Name             | Gewicht | Schlagton | Inschrift (Übersetzung) |
| ------ | ---------------- | ------- | --------- | --- |
| 1      | Marienglocke     | 1133 kg | c′        | Oh wundertätige Hl. Jungfrau Maria von Schomlenberg, schütze dein Szekler-Volk und hilf ihm!                                               |
| 2      | Herz-Jesu-Glocke | 753 kg  | es′       | Göttliches Herz Jesus, führe die Siebenbürger Söhne des Hl. Franziskus auf deinem himmlischen Weg in den schweren Zeiten unserer Drangsal! |
| 3      | Franziskusglocke | 340 kg  | g′        | Hl. Franziskus, unser Vater und großer Ordensgründer, bete für uns!                                                                        |
| 4      | Antoniusglocke   | 150 kg  | c″        | Ihr alle kommt zum Hl. Antonius, wenn ihr Wunder sehen möchtet.                                                                            |